# إمام بيلدي
إمام بَيِلْدِي أو بايِلدي (بالتركية: İmam bayıldı) وتعني إمام مُغمَى هو طبق في المطبخ العثماني يتكون من الباذنجان الكامل المحشو بالبصل والثوم والطماطم ويُطهى في زيت الزيتون. أساسه زيت زيتون ويوجد في أغلب المناطق العثمانية سابقاً. يُقدم الطبق في درجة حرارة الغرفة أو في درجة حرارة دافئة.

## أصل الاسم
من المفترض أن الاسم مشتق من حكاية إمام تركي أغمي عليه بسرور عندما قدمت زوجته الطبق له، في حين أن روايات أُخَر أكثر دعابة تشير إلى أنه أغمي عليه عند سماعه تكلفة المكونات أو كم الزيت المستخدمة في طبخ الطبق. وفي مقول أخرى فأنه أكل الكثير منه لدرجة أنه أغمي عليه.
حكاية شعبية أخرى تتحدث عن زواج إمام من ابنة تاجر زيت زيتون. ويتكون مهرها من اثنتي عشرة جرة من أجود أنواع زيت الزيتون، تحضر بها كل مساء طبق باذنجان بالطماطم والبصل. في اليوم الثالث عشر لم يكن هناك طبق باذنجان على المائدة. عندما علم أنه لم يعد هناك زيت زيتون أغمي على الإمام.

## التوزع الجغرافي
يُعرف الإمام بيلدي في بلغارية ومقدونية الشمالية واليونان وألبانية وأرمينية والعالم العربي. انتشر الطبق إلى الأقلية البونطية خلال العصر العثماني في الأناضول.

## نوع مشابه
يغدو الإمام بيلدي المصنوع من اللحم المفروم كرنيرك.